# 建發國際
建發國際控股有限公司（除牌當時為0223.HK），曾是香港交易所上市。1991年由葉紀章及張瑞貴創立，到2002年4月10日在香港交易所主板上市，主要經營展覽及展品業務，由於展覽業務長期虧損，為開拓能源產業，2008年6月18日，更名為神州資源。

## 連結
- 神州資源有限公司 由webb-site.com提供
- 建發國際 （页面存档备份，存于）
- 建發國際控股有限公司 djmoney （页面存档备份，存于）